# Euripus
Euripus är ett släkte av fjärilar. Euripus ingår i familjen praktfjärilar.

## Bildgalleri

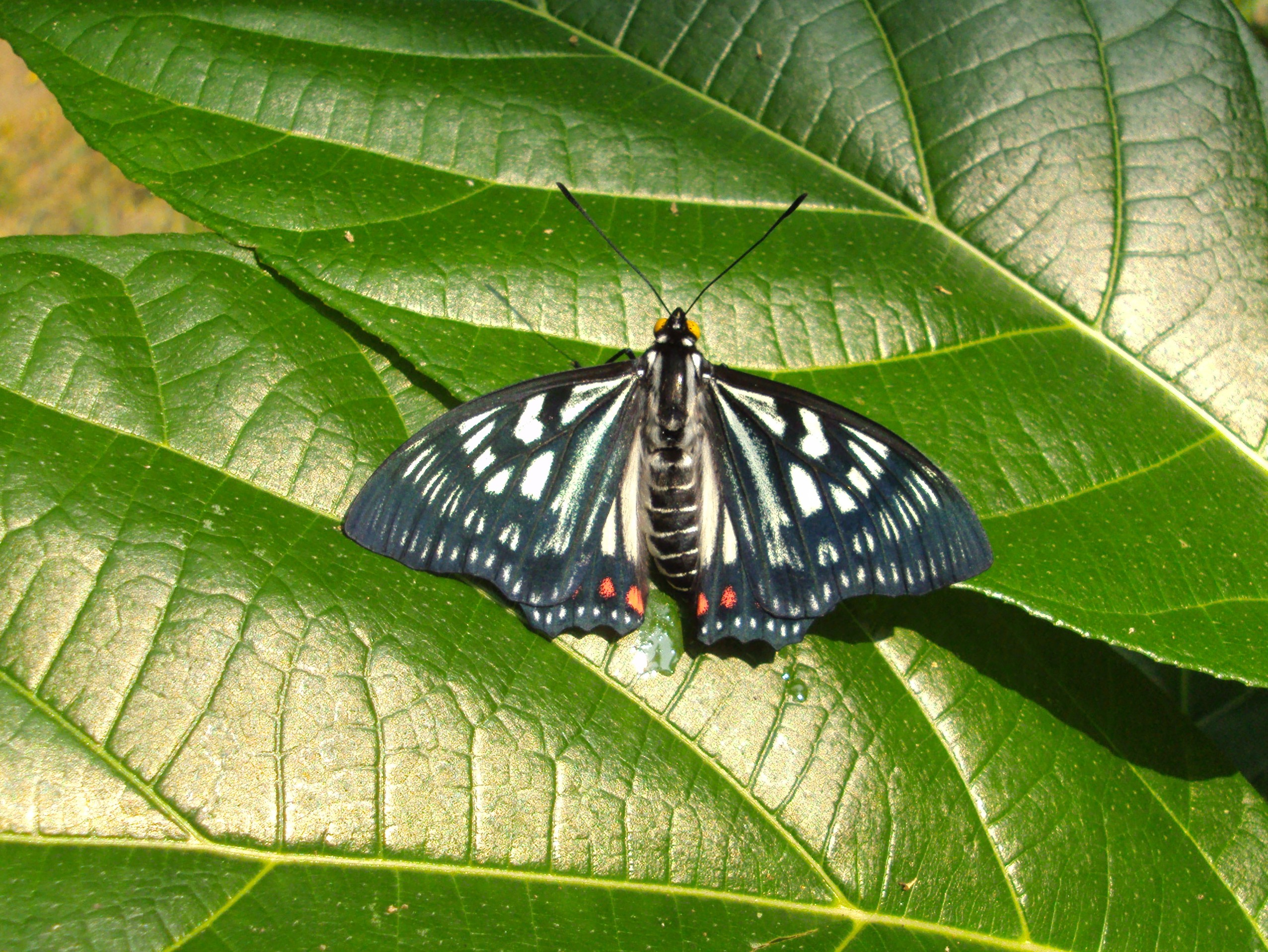
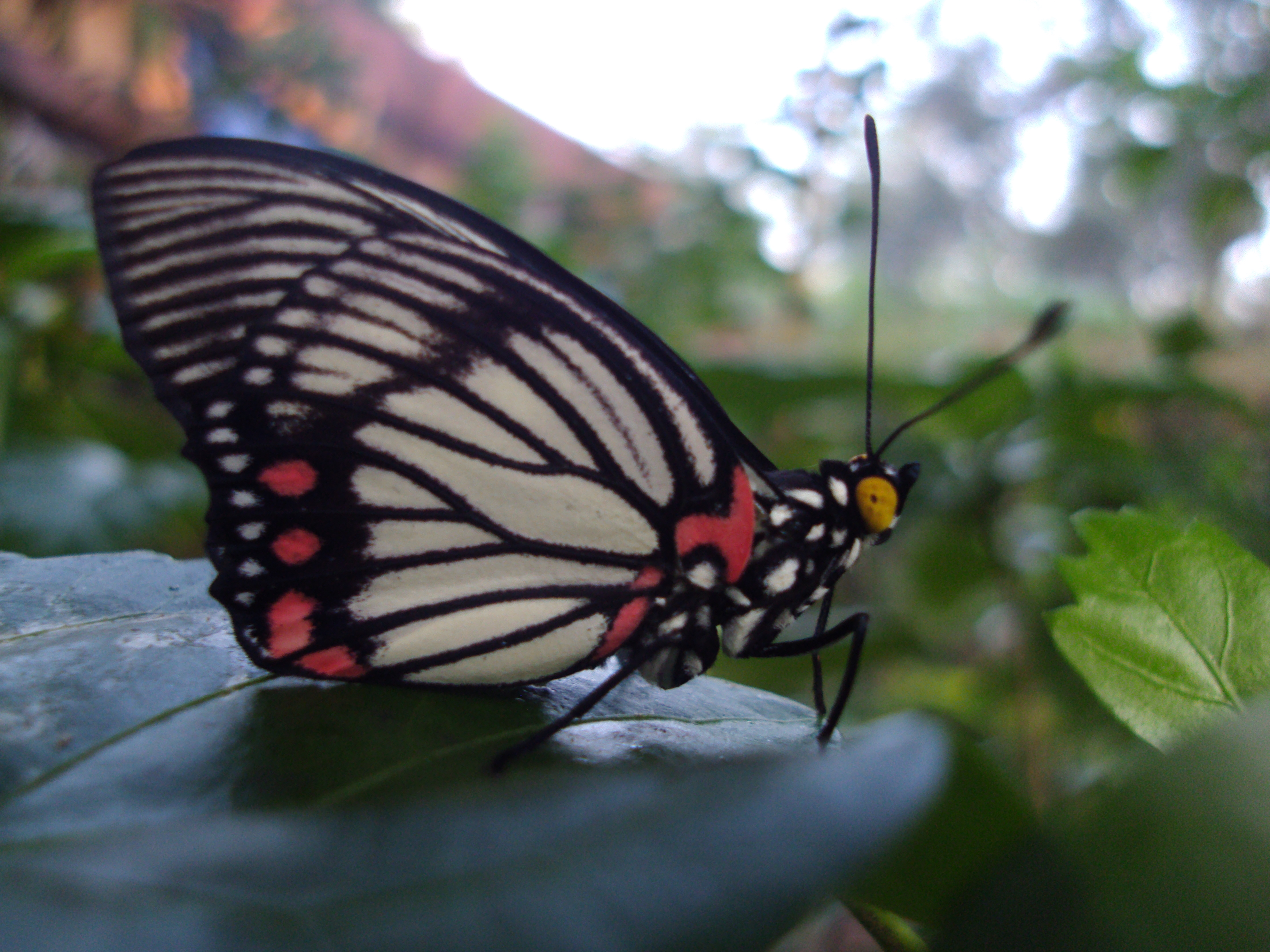
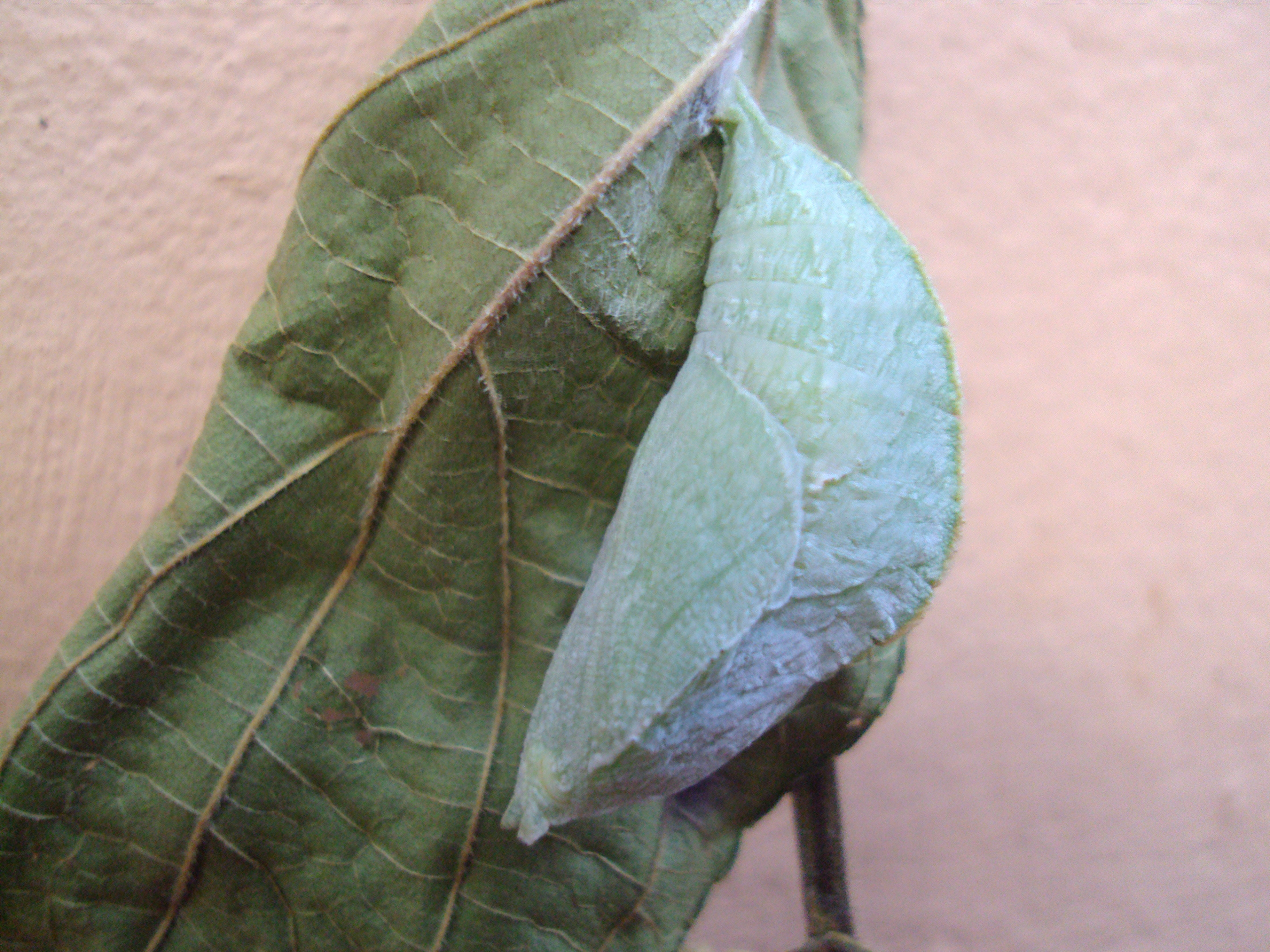
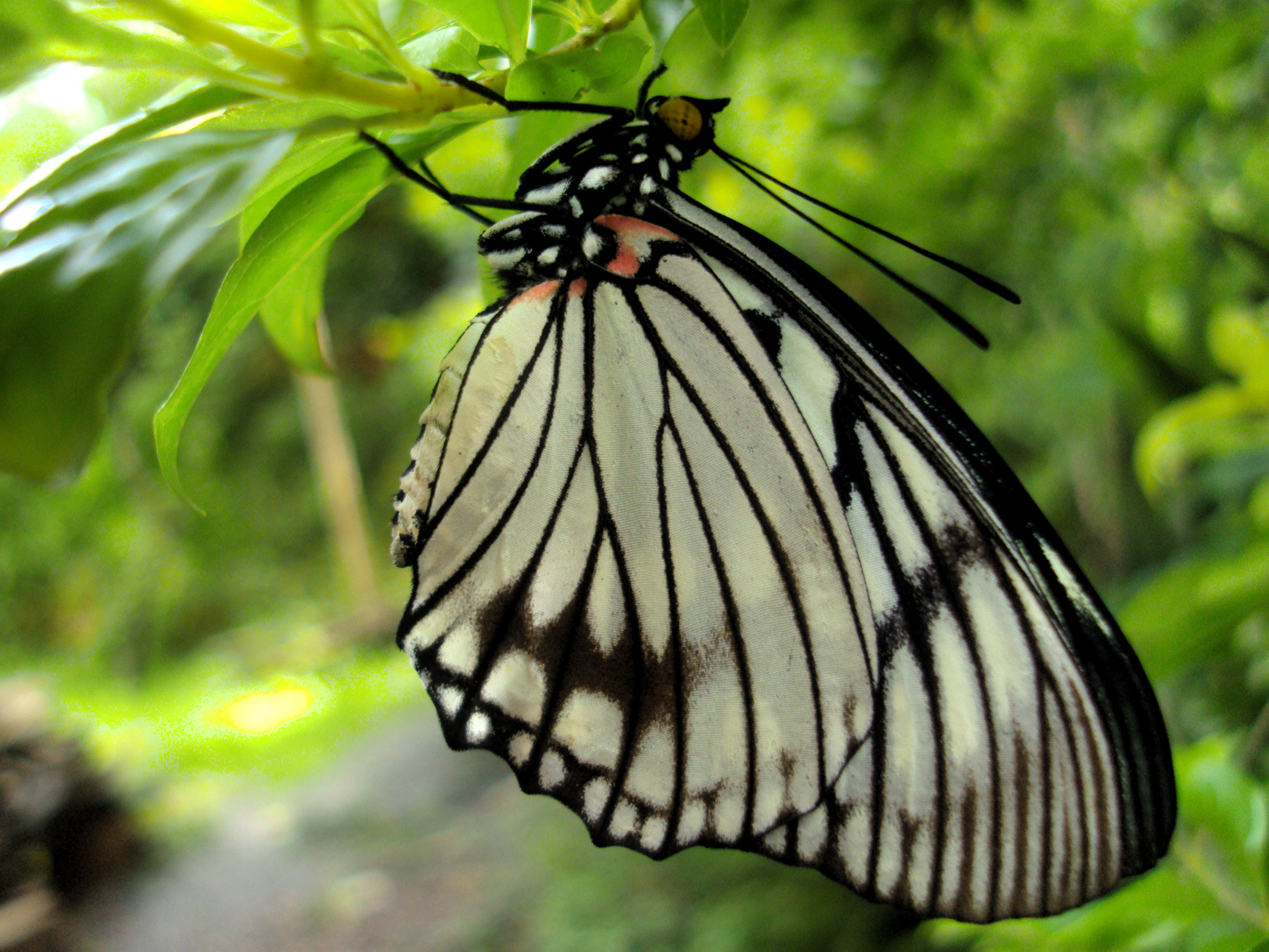
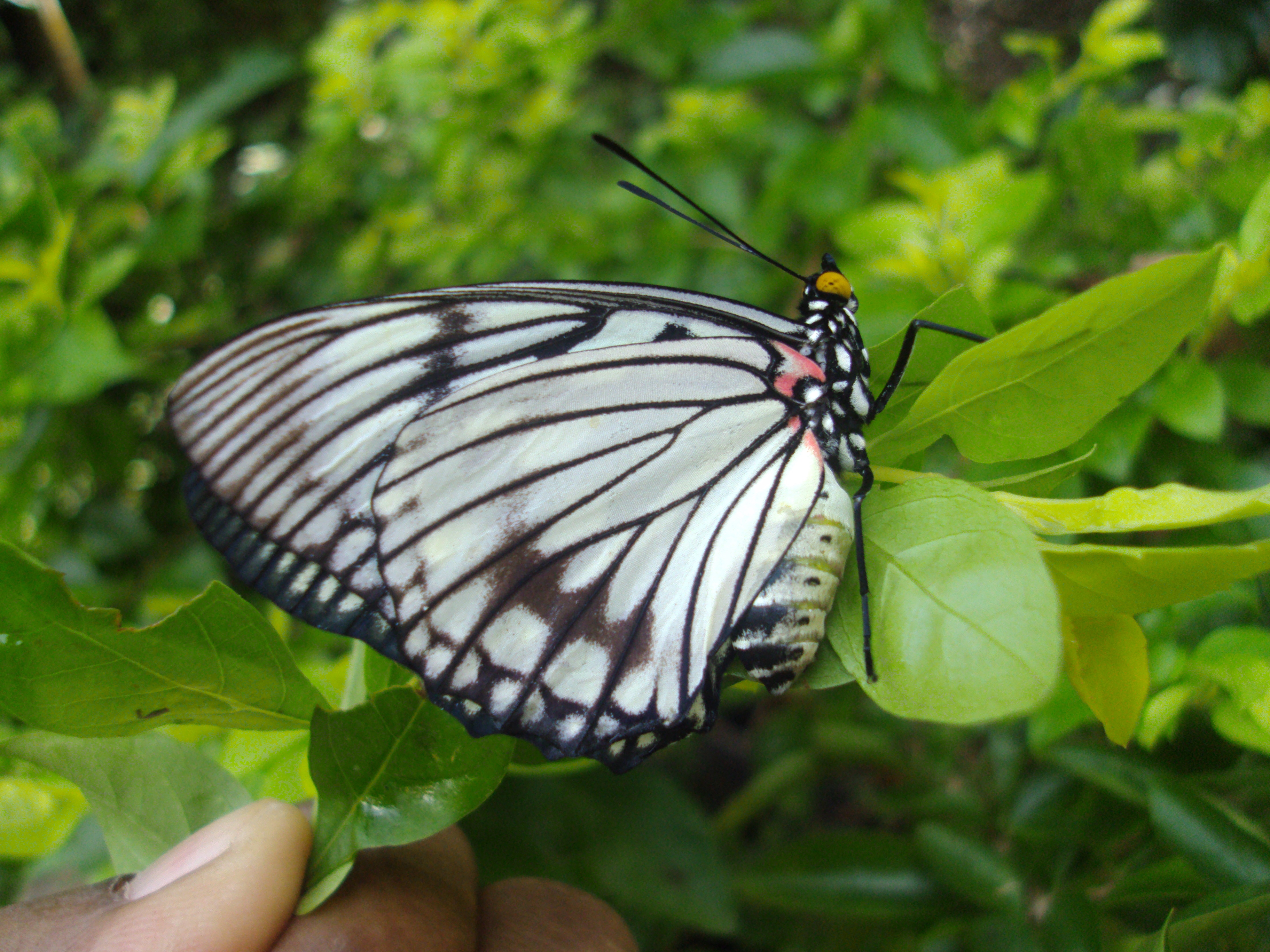
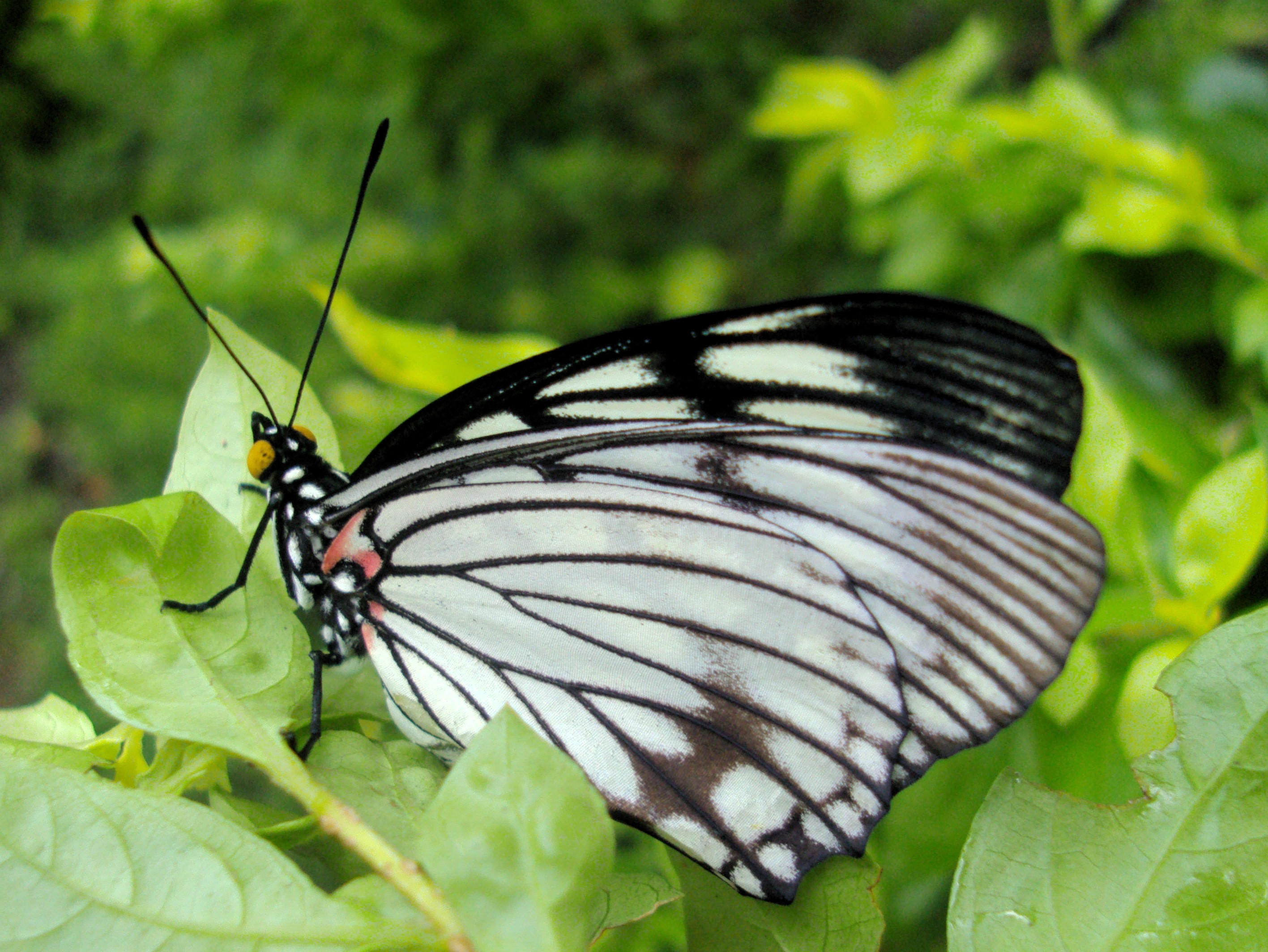

## Dottertaxa tillEuripus, i alfabetisk ordning[1]
- Euripus albostictica
- Euripus alcathoeides
- Euripus amala
- Euripus ankaeus
- Euripus avara
- Euripus biseriata
- Euripus borneensis
- Euripus candidus
- Euripus cinnamomeus
- Euripus clytia
- Euripus coelestina
- Euripus consimilis
- Euripus crambis
- Euripus crastina
- Euripus danisepa
- Euripus diocletiana
- Euripus euploeina
- Euripus euploeoides
- Euripus eurinus
- Euripus funebris
- Euripus genestieri
- Euripus gudila
- Euripus gulussa
- Euripus gyrtone
- Euripus hadria
- Euripus haliartus
- Euripus halitherses
- Euripus halizona
- Euripus hallirothius
- Euripus haterius
- Euripus holofernes
- Euripus isa
- Euripus isina
- Euripus javanus
- Euripus loweimima
- Euripus lucasioides
- Euripus lugubris
- Euripus mastor
- Euripus meridionalis
- Euripus myrinoides
- Euripus neda
- Euripus niasicus
- Euripus nyctelius
- Euripus nysia
- Euripus ophelion
- Euripus orestheion
- Euripus pademoides
- Euripus palawanicus
- Euripus palavensis
- Euripus perithous
- Euripus pfeifferae
- Euripus pfeifferoides
- Euripus phygalia
- Euripus robustus
- Euripus saimuni
- Euripus semperi
- Euripus strigata
- Euripus sumatrensis
- Euripus sunta
- Euripus torsa
- Euripus triquilla
- Euripus uniformis